# عمر عزوزي
عمر عزوزي (مواليد 15 أكتوبر 1948) هو ممثل مغربي، له عدة أعمال تلفزيونية وسينمائية، من بين أبرز أفلامه فيلم الفرح الصغير.

## أعماله

### أفلام
- طيف نزار
- الفرح الصغير
- عبدو عند الموحدين
- السمفونية المغربية
- عايدة
- كورصة

### مسلسلات
- وجع التراب

## روابط خارجية
- عمر عزوزي على موقع IMDb (الإنجليزية)
- عمر عزوزي على موقع قاعدة بيانات الأفلام العربية
- عمر عزوزي على موقع ألو سيني (الفرنسية)
- عمر عزوزي على موقع كينوبويسك (الروسية)